# Itarsi
Itarsi (en hindi : इटारसी) est une ville localisée dans l'État du Madhya Pradesh, en Inde, dans le district de Hoshangabad, au sud de la ville de Hoshangabad.

## Économie
Itarsi est un centre important de distribution de produits agricoles.
L'Ordnance Factory Itarsi, une usine d'armement des Indian Ordnance Factories, fabrique des produits pour les forces armées indiennes.

## Transport
Deux importantes lignes ferroviaires (Mumbai-Calcutta et Delhi-Chennai) se croisent à Itarsi, ce qui fait que la ville est directement reliée aux quatre plus grandes villes métropolitaines de l'Inde et que la gare est la plus fréquentée du Madhya Pradesh.

## Personnalités nées à Itarsi
- Nitesh Tiwari, scénariste et réalisateur